# Catalpa ovata
```

```

Кинеска каталпа или Жута каталпа (Catalpa ovata) листопадно је дрво из рода Catalpa, односно из породице Bignoniaceae.
Аутохтона је кинеска врста и насељава подручја са углавном умереном климом: кинеске провинције Анхуеј, Гансу, Хебеј, Хејлунгђанг, Хенан, Хубеј, Ђангсу, Ђилин, Љаонинг, Унутрашња Монголија, Нингсја, Ћингхај, Шенси, Шандунг, Шанси, Сичуан и Синкјанг, делове Северне Америке и Европе.

## Опис таксона
У поређењу са врстом Catalpa speciosa знатно је мањих димензија, са висинама између 6 и 9 метара. Цветови су као и код свих каталпи груписани у гроње дужине до 25 цм, док су појединачни звонасти цветови дугачки до максимално 2,5 цм. Цветови су прљаво беле боје са жутим нијансама. Цвета током јула и августа. Листови су крупни, срцолики, тамнозелене боје и доста су слични листовима врсте Paulownia tomentosa. Сваки појединачни лист има по три режња, бочни режњеви су краћи и заобљени, док је централни издужен и заоштрен при врху. Плодови су чауре дужине до 30 цм са бројним семеном.
- Цваст
- Листови и плодови
- Цвасти пред опадање